# Saison 2021 de l'équipe cycliste Ceratizit-WNT
La saison 2021 de l'équipe cycliste féminine Ceratizit-WNT est la sixième de la formation. Elizabeth Banks, Marta Lach et Lotta Henttala rejoignent l'équipe, tandis que Aafke Soet, Ane Santesteban et Claudia Koster la quittent.
Lisa Brennauer s'illustre principalement, en remportant les championnats d'Allemagne sur route et en contre-la-montre. Sur piste, elle gagne les titres de championne d'Europe et du monde en poursuite individuelle. En poursuite par équipes, avec Franziska Brauße, elle gagne les titres aux Jeux olympiques, championnats du monde et d'Europe. Elle gagne enfin le contre-la-montre par équipes en relais avec l'Allemagne. Kirsten Wild, pour sa dernière saison, gagne le championnats du monde de la course à l'américaine.

## Préparation de la saison

### Partenaires et matériel de l'équipe

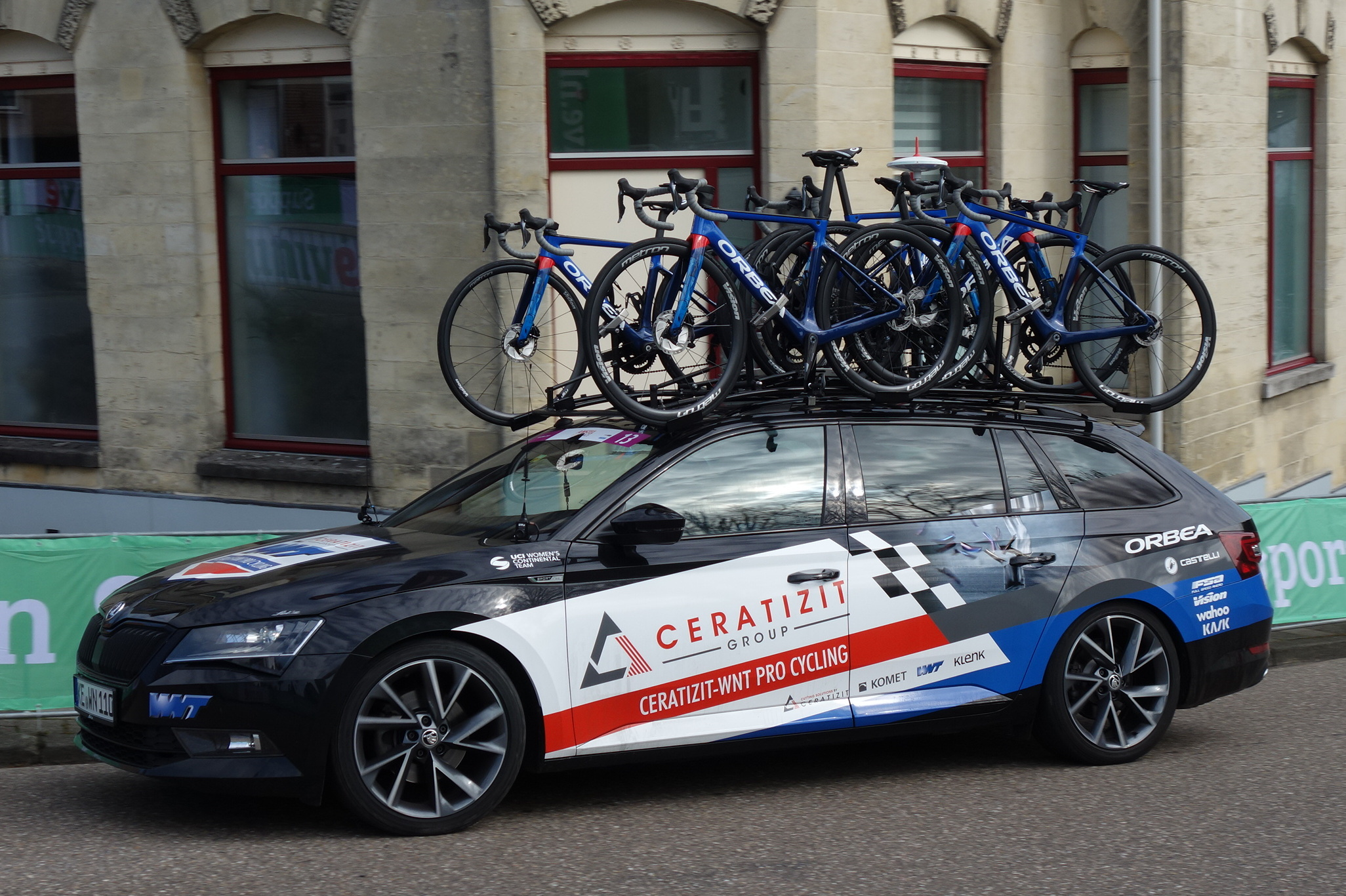
Voiture de l'équipe.

Les fabricants d'outillage Ceratizit et WNT sont les partenaires de l'équipe.

### Arrivées et départs
L'équipe enregistre l'arrivée de la baroudeuse  Elizabeth Banks et de la championne de Pologne Marta Lach. La sprinteuse Lotta Henttala va tenter de se relancer dans la formation après deux années médiocres chez Trek-Segafredo.
Au niveau des départs, la prometteuse Aafke Soet quitte l'équipe, tout comme la grimpeuse espagnole Ane Santesteban. Claudia Koster est également sur le départ.
| Arrivées        | Équipe 2020    |
| --------------- | -------------- |
| Elizabeth Banks | Paule Ka       |
| Lotta Henttala  | Trek-Segafredo |
| Marta Lach      | CCC-Liv        |

| Départs         | Équipe 2021         |
| --------------- | ------------------- |
| Claudia Koster  | Coop-Hitec Products |
| Ane Santesteban | BikeExchange        |
| Aafke Soet      | Jumbo-Visma         |

## Effectif et encadrement

### Effectif
| Effectif 2021                              | Effectif 2021     | Effectif 2021 | Effectif 2021                  |
| Cycliste                                   | Date de naissance | Pays          | Équipe précédente              |
| ------------------------------------------ | ----------------- | ------------- | ------------------------------ |
| Laura Asencio                              | 14 mai 1998       | France        | DN Auvergne-Rhône Alpes (2018) |
| Elizabeth Banks                            | 7 novembre 1990   | Royaume-Uni   | Paule Ka (2020)                |
| Franziska Brauße                           | 20 novembre 1998  | Allemagne     |                                |
| Lisa Brennauer                             | 8 juin 1988       | Allemagne     | Wiggle High5 (2018)            |
| Maria Giulia Confalonieri                  | 30 mars 1993      | Italie        | Valcar Cylance (2019)          |
| Kathrin Hammes                             | 9 janvier 1989    | Allemagne     | Trek-Drops (2018)              |
| Lotta Henttala                             | 28 juin 1989      | Finlande      | Trek-Segafredo (2020)          |
| Marta Lach                                 | 26 mai 1997       | Pologne       | CCC-Liv (2020)                 |
| Julie Norman Leth                          | 13 juillet 1992   | Danemark      | Bigla (2019)                   |
| Erica Magnaldi                             | 24 août 1992      | Italie        | Bepink (2018)                  |
| Sarah Rijkes                               | 2 avril 1991      | Autriche      | Experza-Footlogix (2018)       |
| Lea Lin Teutenberg                         | 2 juillet 1999    | Allemagne     |                                |
| Lara Vieceli                               | 16 juillet 1993   | Italie        | Astana Women's Team (2018)     |
| Kirsten Wild                               | 15 octobre 1982   | Pays-Bas      | Wiggle High5 (2018)            |
|                                            |                   |               |                                |
| Sources : ProCyclingStats Cycling Archives |                   |               |                                |

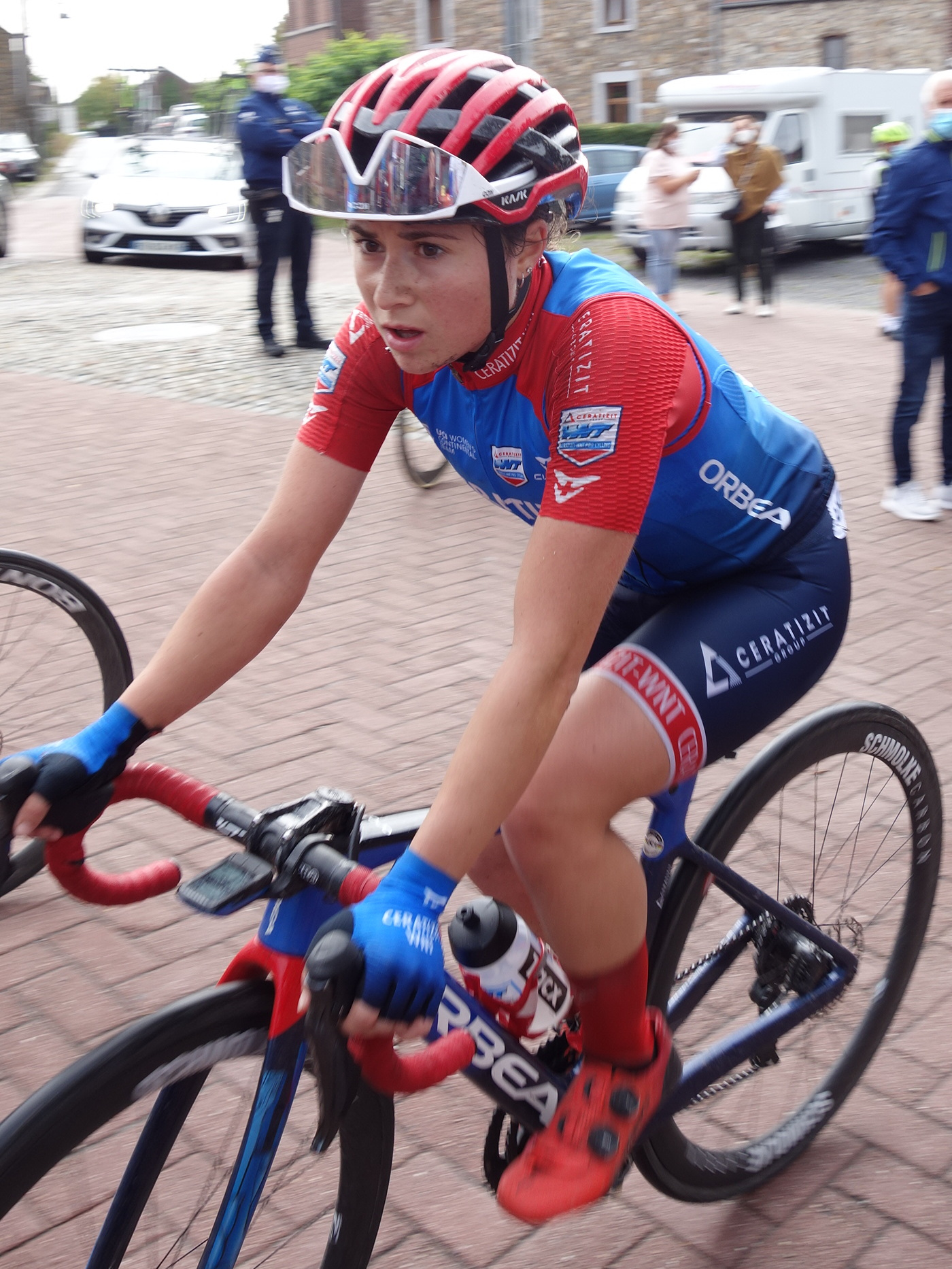
Laura Asencio en 2020
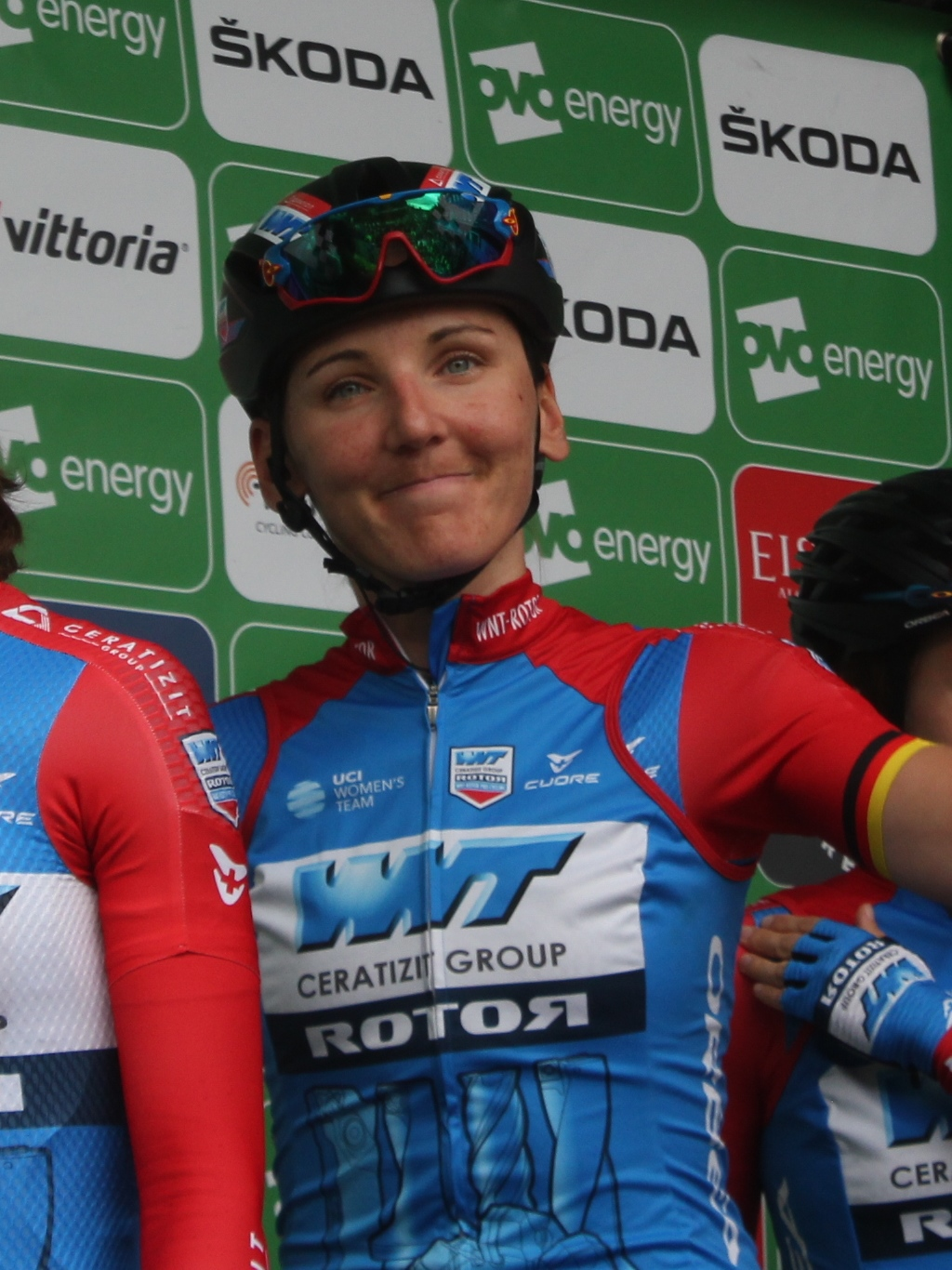
Lisa Brennauer en 2019
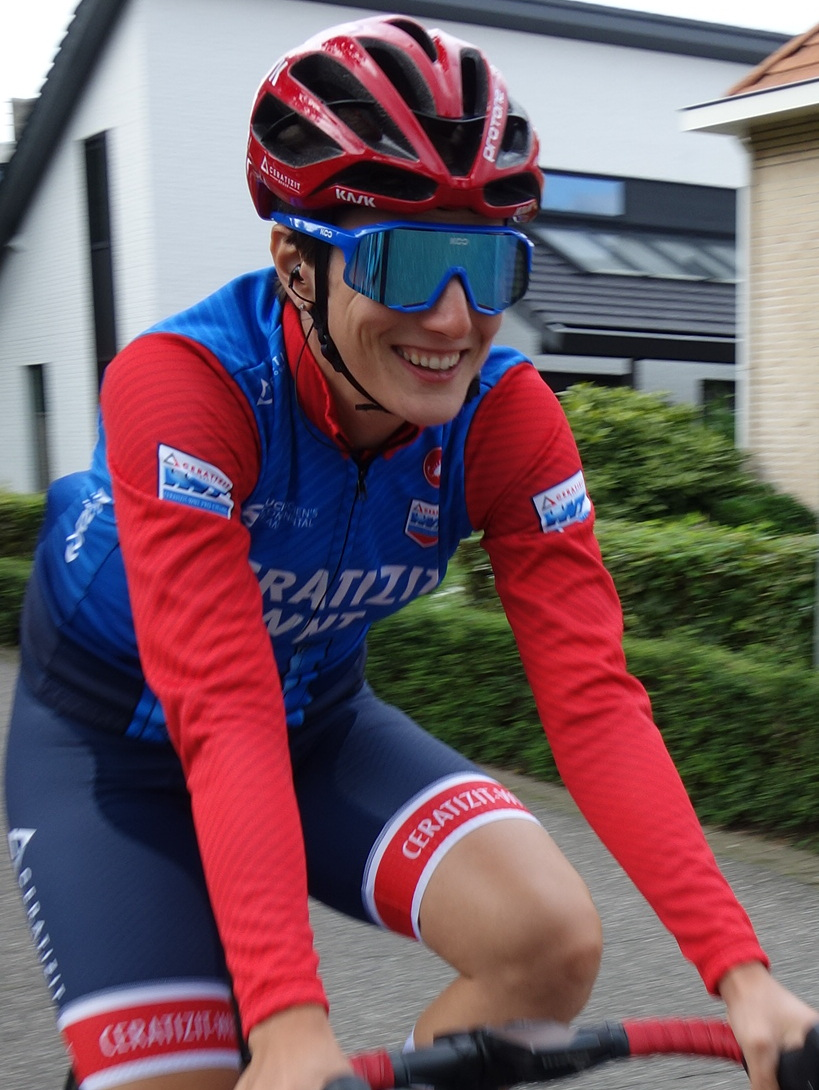
Maria Giulia Confalonieri
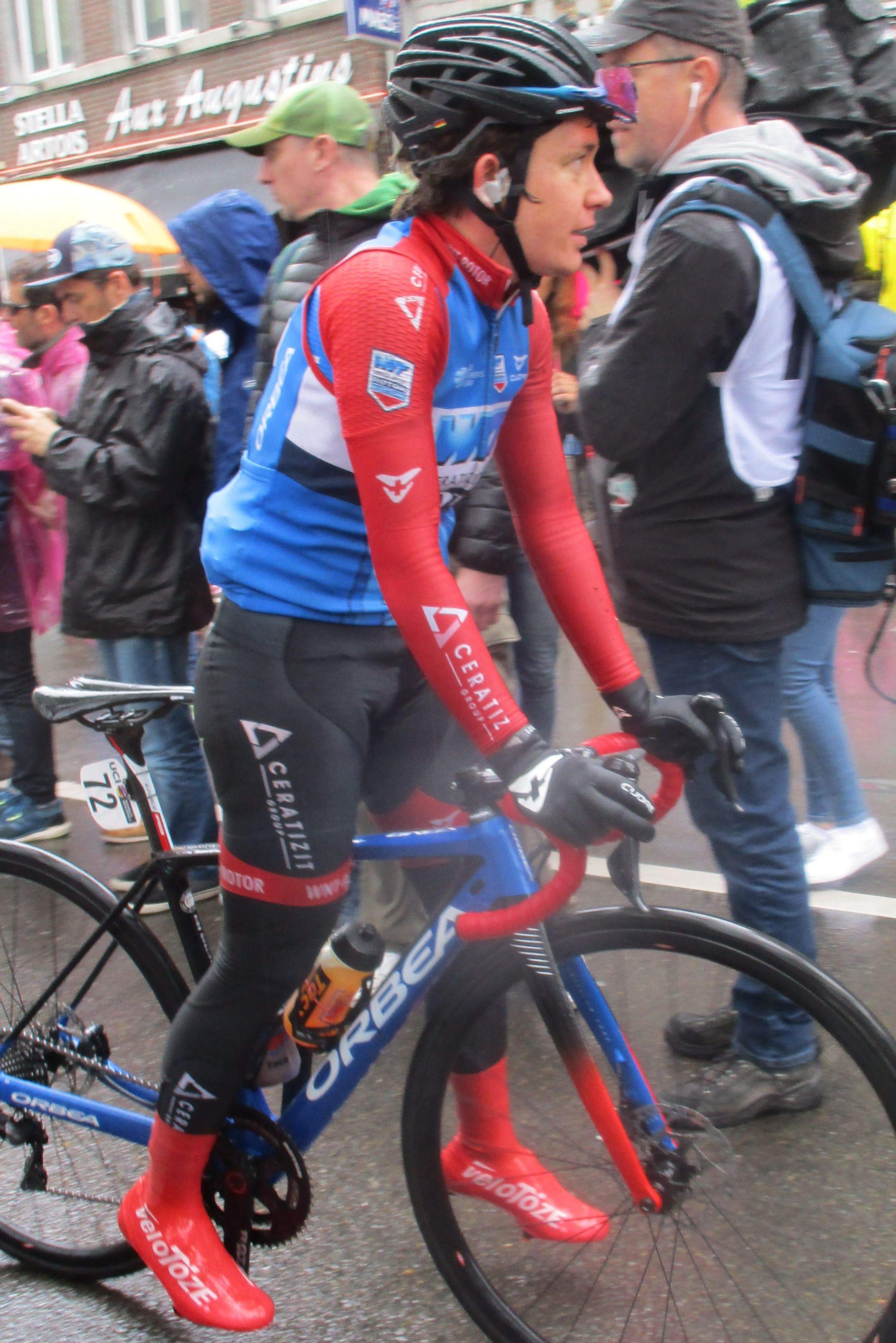
Kathrin Hammes en 2019
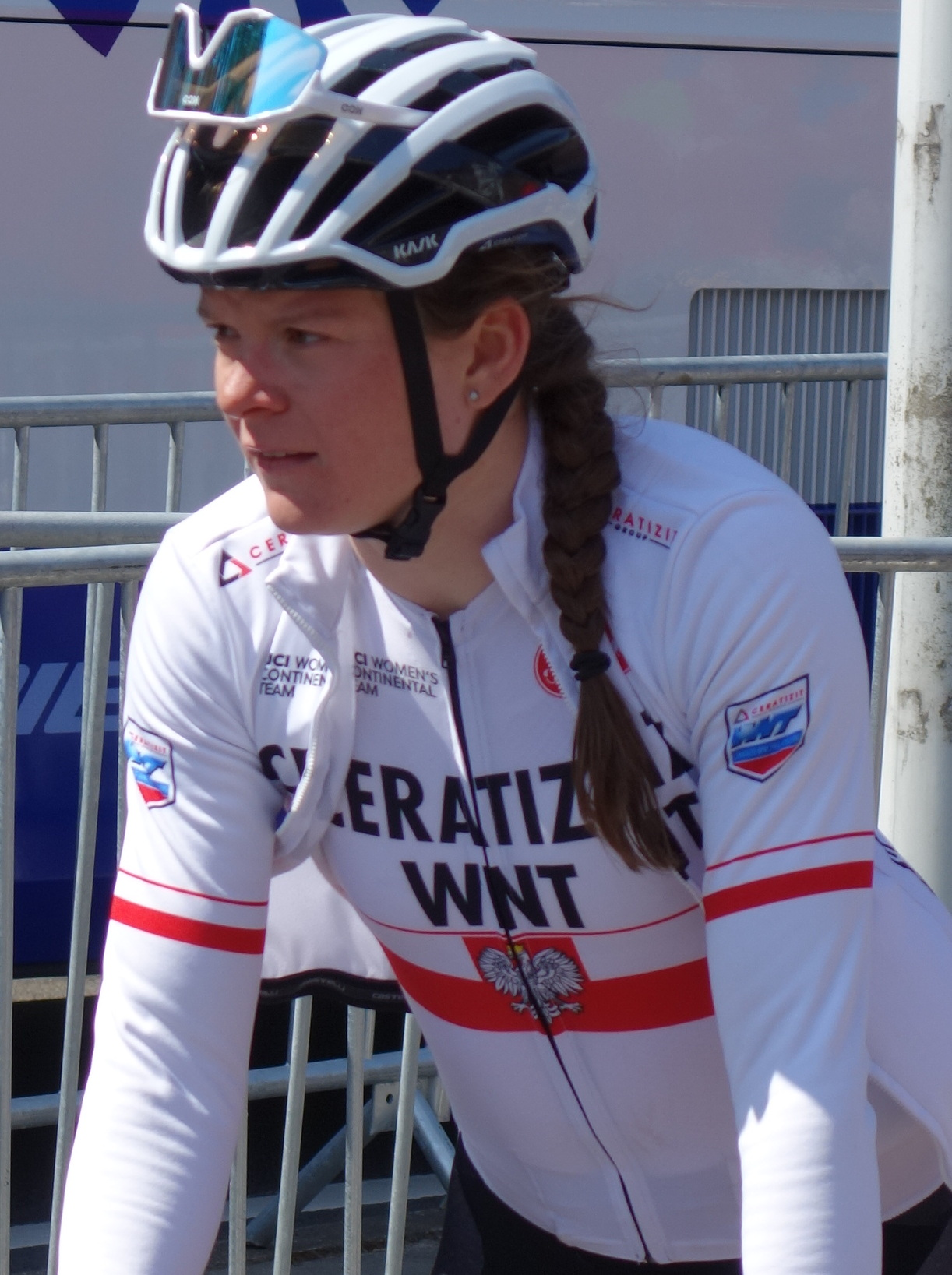
Marta Lach
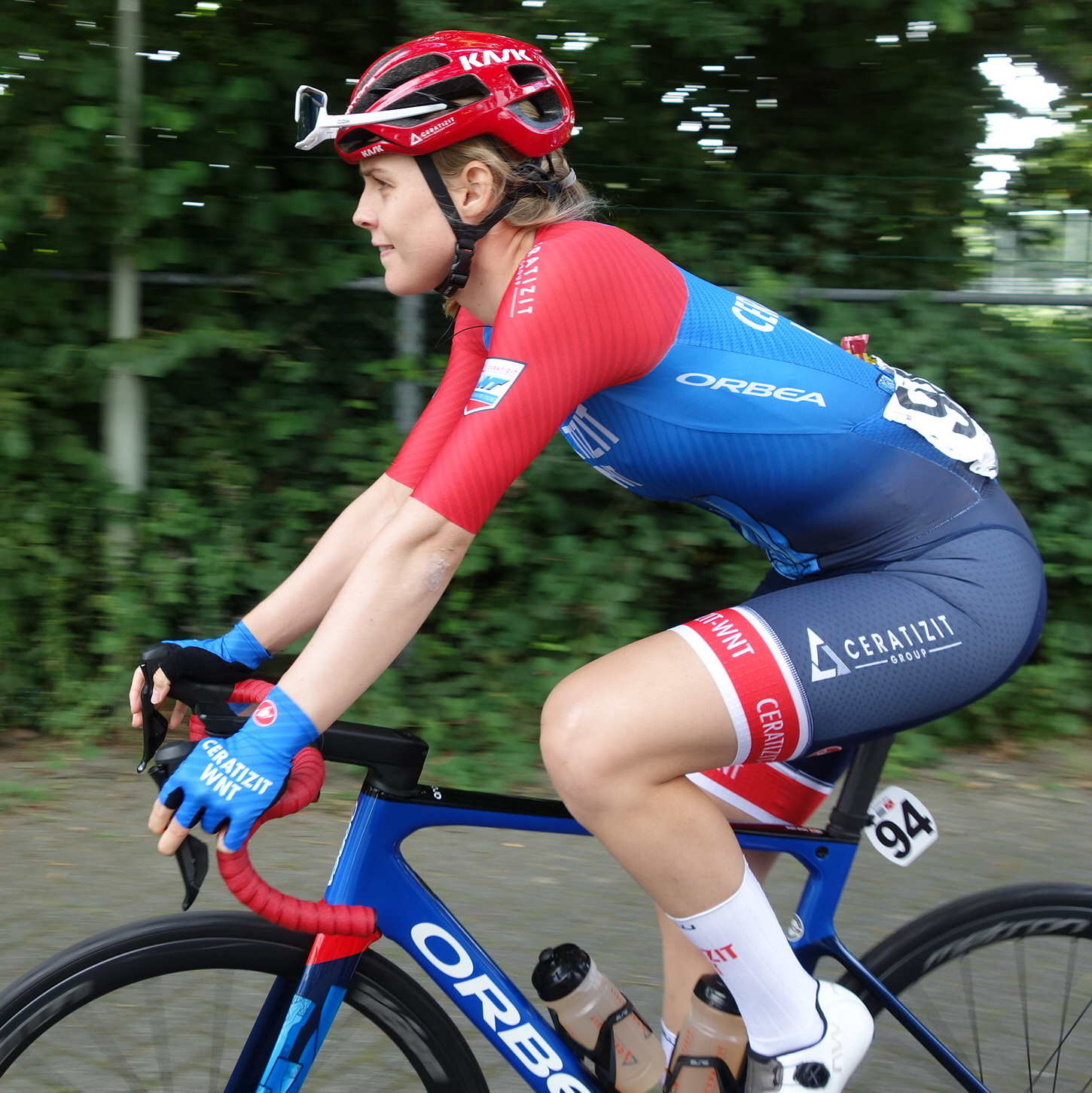
Julie Leth
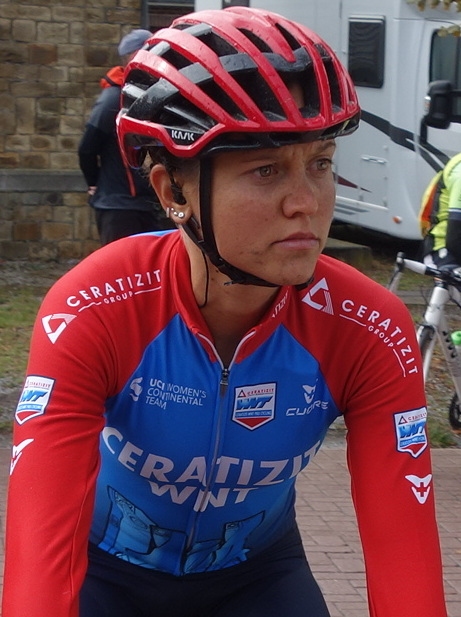
Erica Magnaldi en 2020
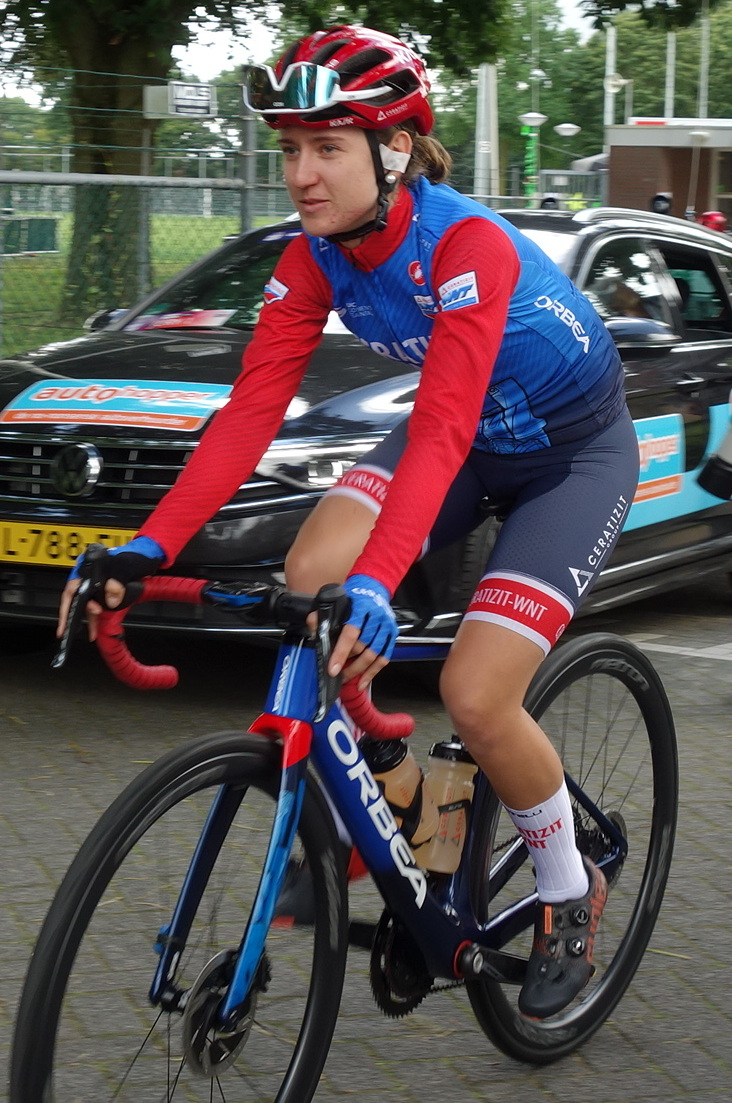
Lea Lin Teutenberg
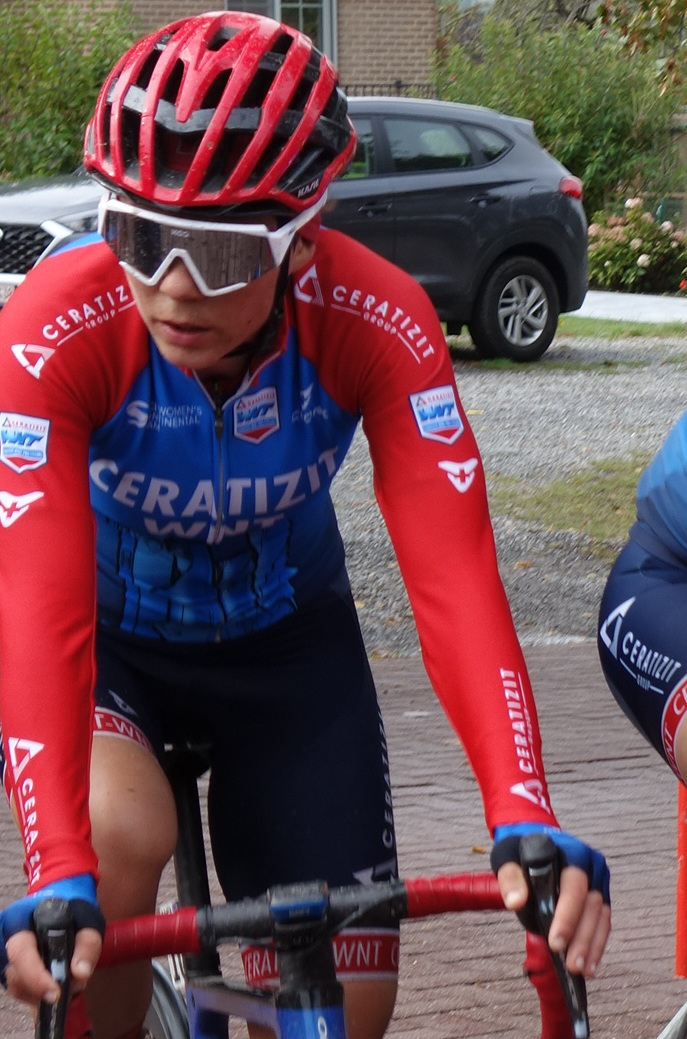
Lara Vieceli en 2020
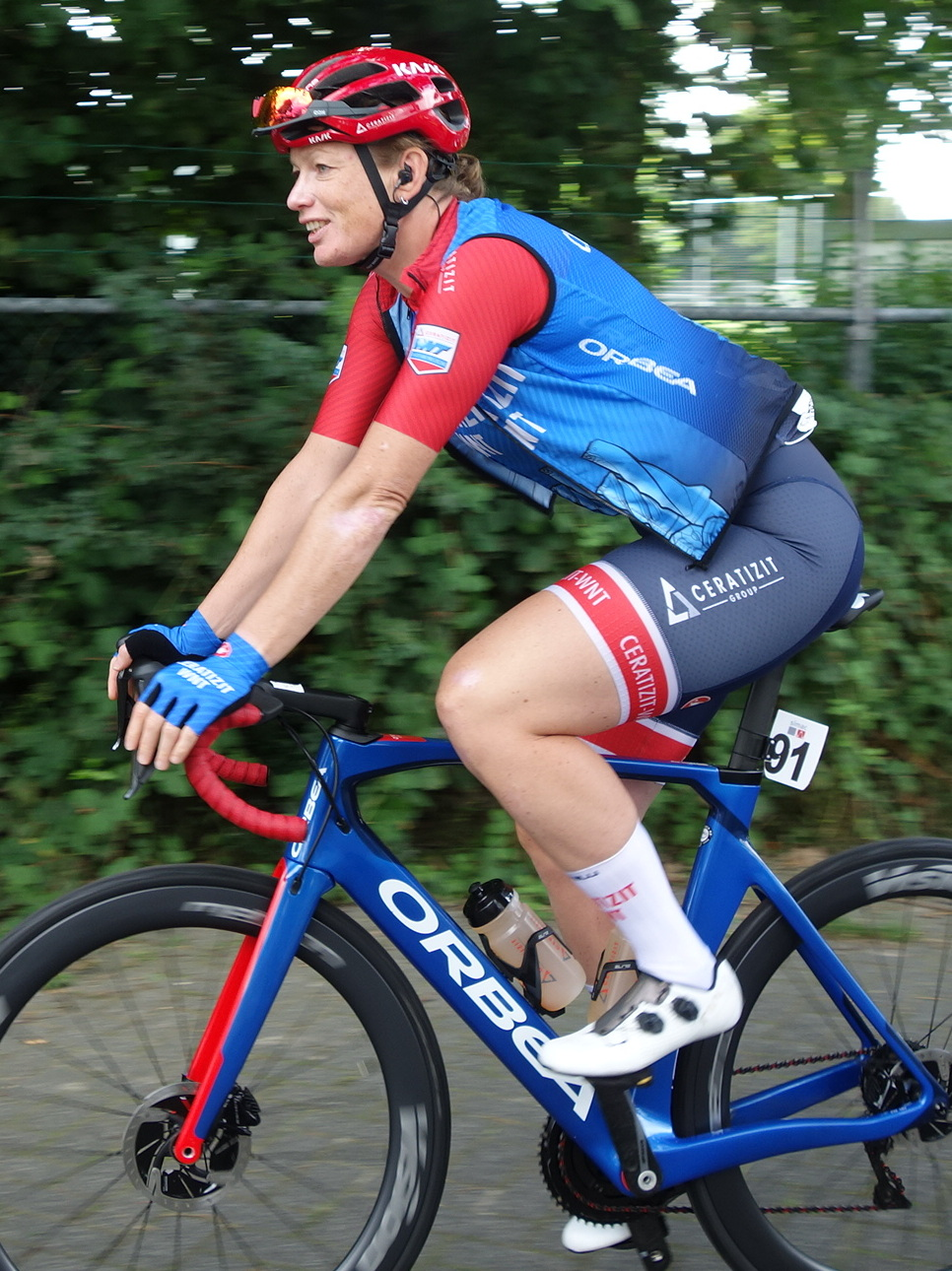
Kirsten Wild

### Encadrement
Dirk Baldinger est le directeur sportif de l'équipe. Il est assisté de Bernhard Baldinger, Sebastien Nittke, Carmen Small et Claude Sun. Cette dernière est également représentante de l'équipe à l'UCI.

## Déroulement de la saison

### Février
Au Circuit Het Nieuwsblad, Lisa Brennauer se maintient dans le groupe de favorites. Elle se classe septième de la course.

### Mars

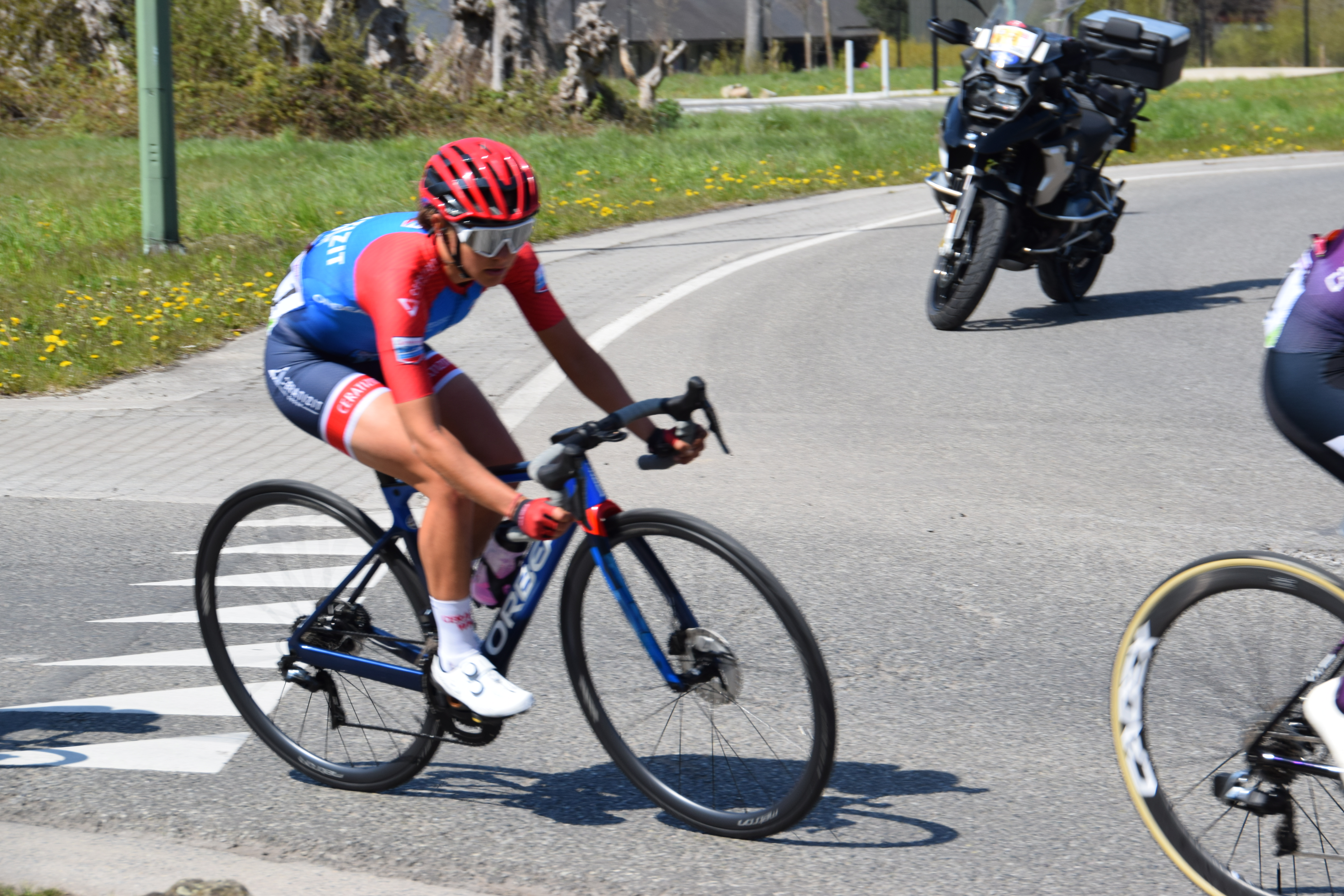
Erica Magnaldi à Liège-Bastogne-Liège

Au Healthy Ageing Tour, Lisa Brennauer est troisième du contre-la-montre, trente secondes derrière Ellen van Dijk. Sur la dernière étape, elle fait partie du groupe de chasse et se classe troisième de l'étape. Elle est deuxième du classement général final.
Aux Trois Jours de La Panne, dans le dernier tour, en passant aux Moëres, l'accélération du peloton et le vent provoque des bordures. Il reste alors trente-deux kilomètres. Un groupe de douze favorites dont Kirsten Wild, Julie Leth et Lisa Brennauer se forme à l'avant. La bonne coopération du groupe empêche un retour. Lisa Brennauer est victime d'une crevaison à dix-huit kilomètres de l'arrivée et n'est donc plus dans le groupe de tête. À dix kilomètres de la ligne, Grace Brown attaque seule. Au sprint, Kirsten Wild est sixième. À Gand-Wevelgem, à quarante-cinq kilomètres de l'arrivée, une chute retarde quelques coureuses dont Kirsten Wild. Dans le final, le peloton se regroupe. Lisa Brennauer est troisième du sprint derrière Marianne Vos et Lotte Kopecky.

### Avril
Au Tour des Flandres, Lisa Brennauer reste avec les meilleurs dans le vieux Quaremont.  Dans la Paterberg, Van Vleuten attaque et n'est plus reprise. Au sprint pour la deuxième place, Lisa Brennauer s'impose devant Grace Brown,.

### Juin
Aux championnats d'Allemagne, Lisa Brennauer remporte à la fois le titre en contre-la-montre et sur route.

### Juillet
Aux Jeux olympiques, Lisa Brennauer est sixième de la course en ligne et du contre-la-montre. Sur piste, elle remporte le titre en poursuite par équipes avec Franziska Brauße. Kirsten Wild est troisième de l'omnium.

### Août

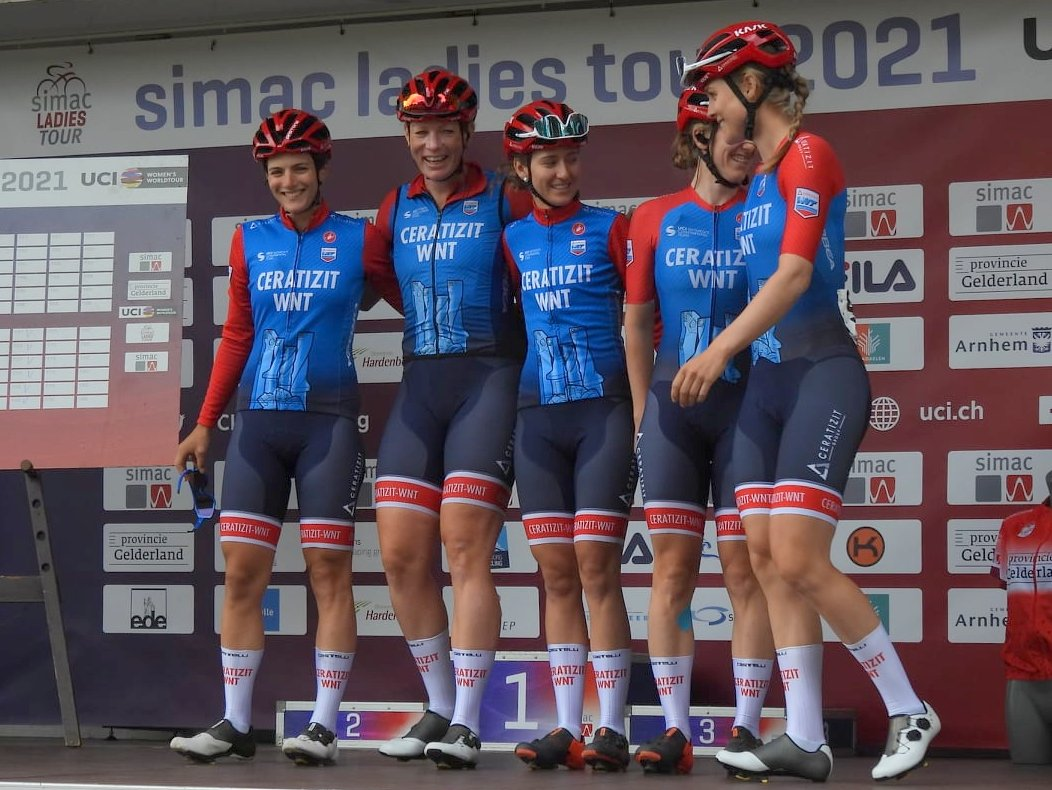
Équipe au Simac Ladies Tour

Au Simac Ladies Tour, un contrôle positif au Covid oblige l'ensemble de l'équipe a abandonné au départ de la quatrième étape. Cela met fin à la carrière sur route de Kirsten Wild.
Au Grand Prix de Plouay, aux dix kilomètres, quatre favorites sortent : Longo Borghini, Guderzo, Lippert et Erica Magnaldi. Elisa Longo Borghini surenchère pour se retrouver en tête seule. Les autres sont reprises.

### Septembre
Aux championnats d'Europe sur contre-la-montre, Lisa Brenauer prend la médaille de bronze derrière Marlen Reusser et Ellen van Dijk. Elle est ensuite onzième de la course en ligne.
Sur les championnats du monde, Lisa Brennauer se classe cinquième en contre-la-montre. Elle remporte également le relais mixte.

### Octobre
À Paris-Roubaix, dans le secteur de Mont-en-Pévèle le groupe de poursuivante est composé de : Marianne Vos, Christine Majerus, Lisa Brennauer, Audrey Cordon-Ragot, Marta Bastianelli et Aude Biannic. Lisa Brennauer se classe quatrième.
Aux championnats d'Europe sur piste, Lisa Brennauer remporte le titre en poursuite individuelle et par équipes avec Franziska Brauße. Julie Leth est deuxième de la course à l'américaine avec Amalie Dideriksen. Lisa Brennauer répète sa performance en poursuite individuelle et par équipes aux championnats du monde toujours avec Franziska Brauße. Kirsten Wild remporte le titre en course à l'américaine avec Amy Pieters.

## Victoires

### Sur route
| Victoires | Victoires                                   | Victoires | Victoires | Victoires      | Victoires |
| Date      | Course                                      | Pays      | Classe    | Vainqueur      |           |
| --------- | ------------------------------------------- | --------- | --------- | -------------- | --------- |
| 19 juin   | Championnat d'Allemagne du contre-la-montre | Allemagne | CN        | Lisa Brennauer |           |
| 20 juin   | Championnat d'Allemagne sur route           | Allemagne | CN        | Lisa Brennauer |           |
| 15 août   | La Picto-Charentaise                        | France    | 1.2       | Marta Lach     |           |

### Sur piste
| Date       | Course                                           | Pays   | Classe | Vainqueur                        |
| ---------- | ------------------------------------------------ | ------ | ------ | -------------------------------- |
| 3 août     | Jeux olympiques, poursuite par équipes           | Japon  | JO     | Lisa Brennauer, Franziska Brauße |
| 9 octobre  | Championnat d'Europe de poursuite individuelle   | Suisse | CC     | Lisa Brennauer                   |
| 9 octobre  | Championnat d'Europe de poursuite par équipes    | Suisse | CC     | Lisa Brennauer, Franziska Brauße |
| 21 octobre | Championnat du monde de poursuite par équipes    | France | CDM    | Lisa Brennauer, Franziska Brauße |
| 23 octobre | Championnat du monde de poursuite individuelle   | France | CDM    | Lisa Brennauer                   |
| 23 octobre | Championnat du monde de la course à l'américaine | France | CDM    | Kirsten Wild                     |

### Résultats sur les courses majeures

#### World Tour
| Date          | #  | Course                                   | Pays        | Meilleure classée | Classement |
| ------------- | -- | ---------------------------------------- | ----------- | ----------------- | ---------- |
| 6 mars        | 1  | Strade Bianche                           | Italie      | Lisa Brennauer    | 18e        |
| 21 mars       | 2  | Trofeo Alfredo Binda-Comune di Cittiglio | Italie      | Erica Magnaldi    | 19e        |
| 25 mars       | 3  | Trois Jours de La Panne                  | Belgique    | Kirsten Wild      | 6e         |
| 28 mars       | 4  | Gand-Wevelgem                            | Belgique    | Lisa Brennauer    | 3e         |
| 4 avril       | 5  | Tour des Flandres                        | Belgique    | Lisa Brennauer    | 2e         |
| 18 avril      | 6  | Amstel Gold Race                         | Pays-Bas    | Erica Magnaldi    | 14e        |
| 18 avril      | 7  | Flèche wallonne                          | Belgique    | Erica Magnaldi    | 13e        |
| 25 avril      | 8  | Liège-Bastogne-Liège                     | Belgique    | Erica Magnaldi    | 16e        |
| 20-23 mai     | 9  | Tour de Burgos                           | Espagne     | Erica Magnaldi    | 27e        |
| 26 juin       | 10 | La course by Le Tour de France           | France      | Marta Lach        | 45e        |
| 31 juillet    | 11 | Classique de Saint-Sébastien             | Espagne     | Erica Magnaldi    | 9e         |
| 12-15 août    | 12 | Tour de Norvège                          | Norvège     | -                 | -          |
| 24-29 août    | 13 | Simac Ladies Tour                        | Pays-Bas    | -                 | -          |
| 30 août       | 14 | Grand Prix de Plouay                     | France      | Erica Magnaldi    | 15e        |
| 2-5 septembre | 15 | Ceratizit Challenge by La Vuelta         | Espagne     | Erica Magnaldi    | 16e        |
| 2 octobre     | 16 | Paris-Roubaix                            | France      | Lisa Brennauer    | 4e         |
| 4-9 octobre   | 17 | The Women's Tour                         | Royaume-Uni | -                 | -          |
| 23 octobre    | 18 | Tour de Drenthe                          | Pays-Bas    | -                 | -          |

Lisa Brennauer est quatorzième du classement individuel. Ceratizit-WNT est douzième du classement par équipes.

#### Grand tour
| Grand tour            | Tour d'Italie        |
| --------------------- | -------------------- |
| Coureuse (classement) | Erica Magnaldi (13e) |
| Accessits             | -                    |

## Classement mondial
| Classement UCI | Classement UCI            | Classement UCI | Classement UCI |
| Coureuse       | Coureuse                  | Pays           | Points         |
| -------------- | ------------------------- | -------------- | -------------- |
| 10e            | Lisa Brennauer            | Allemagne      | 1969 pts       |
| 56e            | Erica Magnaldi            | Italie         | 465 pts        |
| 67e            | Maria Giulia Confalonieri | Italie         | 406 pts        |
| 127e           | Marta Lach                | Pologne        | 171 pts        |
| 154e           | Kirsten Wild              | Pays-Bas       | 143 pts        |
| 172e           | Kathrin Hammes            | Allemagne      | 126 pts        |
| 175e           | Julie Norman Leth         | Danemark       | 124 pts        |
| 297e           | Sarah Rijkes              | Autriche       | 68 pts         |
| 561e           | Laura Asencio             | France         | 25 pts         |
| 758e           | Lara Vieceli              | Italie         | 10 pts         |
| 867e           | Franziska Brauße          | Allemagne      | 5 pts          |

Ceratizit-WNT est douzième du classement par équipes.